# Abraham de Verwer
Abraham de Verwer genannt van Burghstrate  (* zwischen 1585 und 1600 wahrscheinlich in Haarlem; † 1650 in Amsterdam) war ein holländischer Marinemaler.

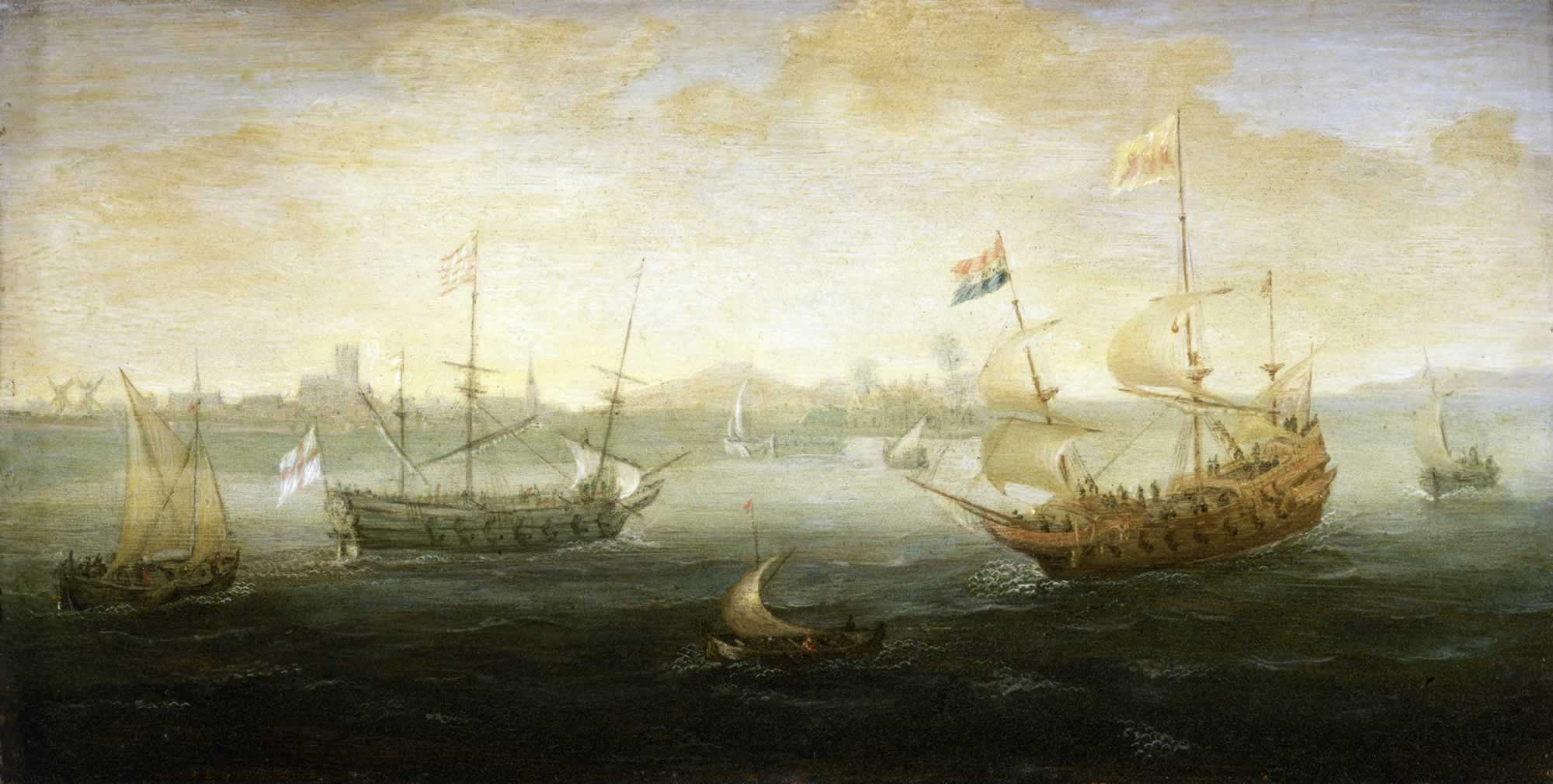
Abraham de Verwer - Ein holländisches und englisches Schiff vor einem Hafen.

## Leben
Er ist ab 1617 als Maler in Amsterdam nachweisbar. Sein Lehrer ist nicht bekannt, doch lassen einige Ähnlichkeiten vermuten, dass er Schüler des Hendrick Cornelisz. Vroom war oder doch von ihm beeinflusst war. In den Jahren 1637 und 1639 arbeitete er in Paris. Ab 1641 hielt er sich wieder in Amsterdam auf, wo er wahrscheinlich bis zu seinem Tode, 1650, verblieb. Neben der Malerei war er auch als Ingenieur tätig. Außer den gewöhnlichen Marinebildern malte er auch gerne maritime Phantasieschlachten.
Sein Sohn Justus de Verwer war ebenfalls als Marinemaler tätig.

## Werke (Auswahl)
- Amsterdam, Historisches Museum
  - Seeschlacht
- Amsterdam, Rijksmuseum
  - Die Schlacht auf dem Zuiderzee, 1621
  - Amsterdamer Ostindienschiff, (zugeschrieben)
- London, Government Art Collection
  - Schiffe auf leichtbewegter See
- London-Greenwich, National Maritime Museum
  - Ein holländisches und englisches Schiff vor einem Hafen, um 1625
  - Holländische Schiffe auf rauer See, um 1625
  - Schiffe auf ruhiger See
- Mannheim, Reiss-Museum
  - Schiffe vor einem unbekannten Hafen
- Verbleib unbekannt
  - Die Schiffswerft in Middelburg, 1631 (am 21. Oktober 1952 aus der Sammlung Dr. F. Mannheimer in Amsterdam versteigert)
  - Die englische Flotte 1628 vor La Rochelle, um 1637 (am 4. Februar 1991 in Amsterdam versteigert)